# Sveti Stefan

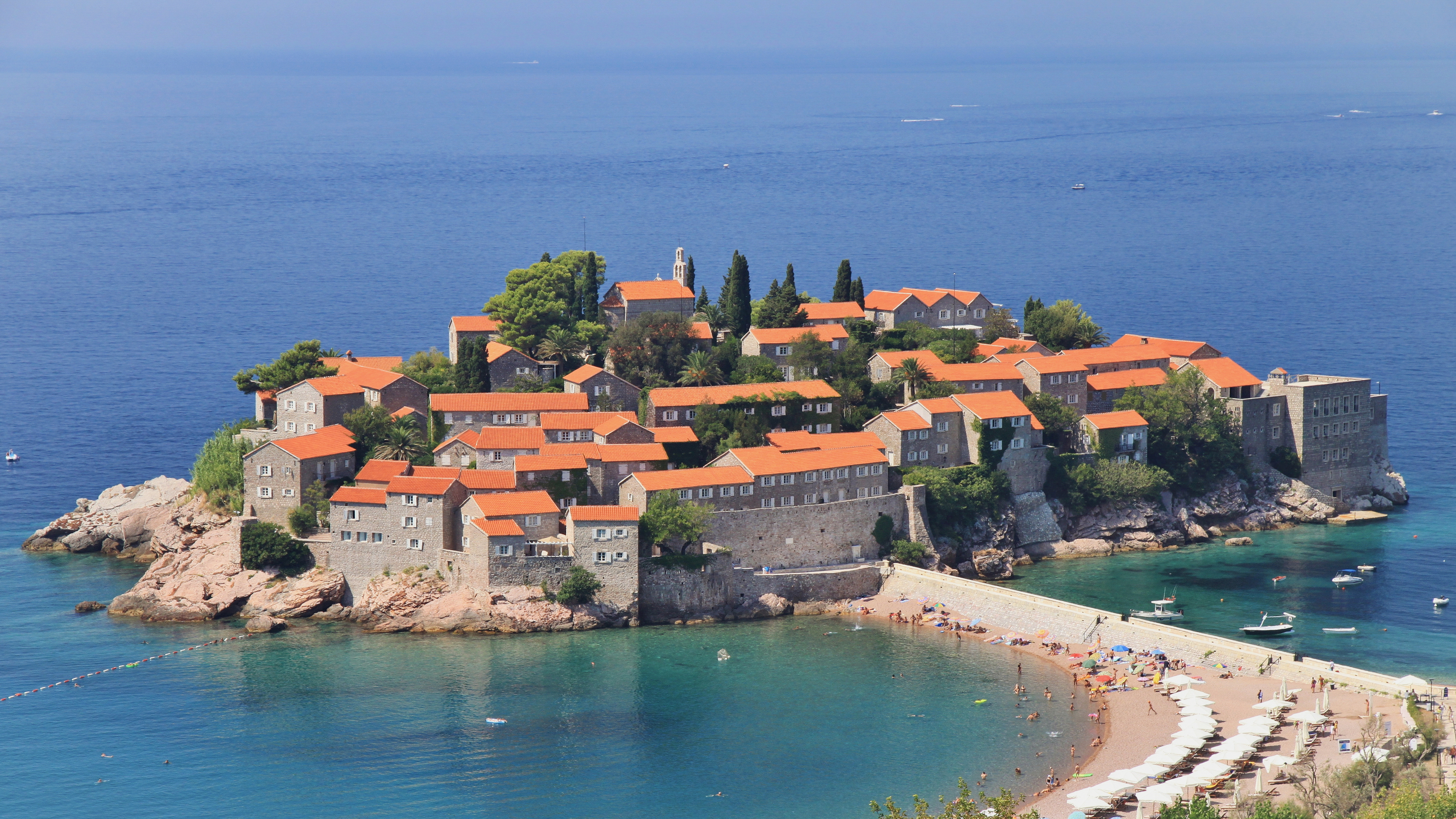
Panorama

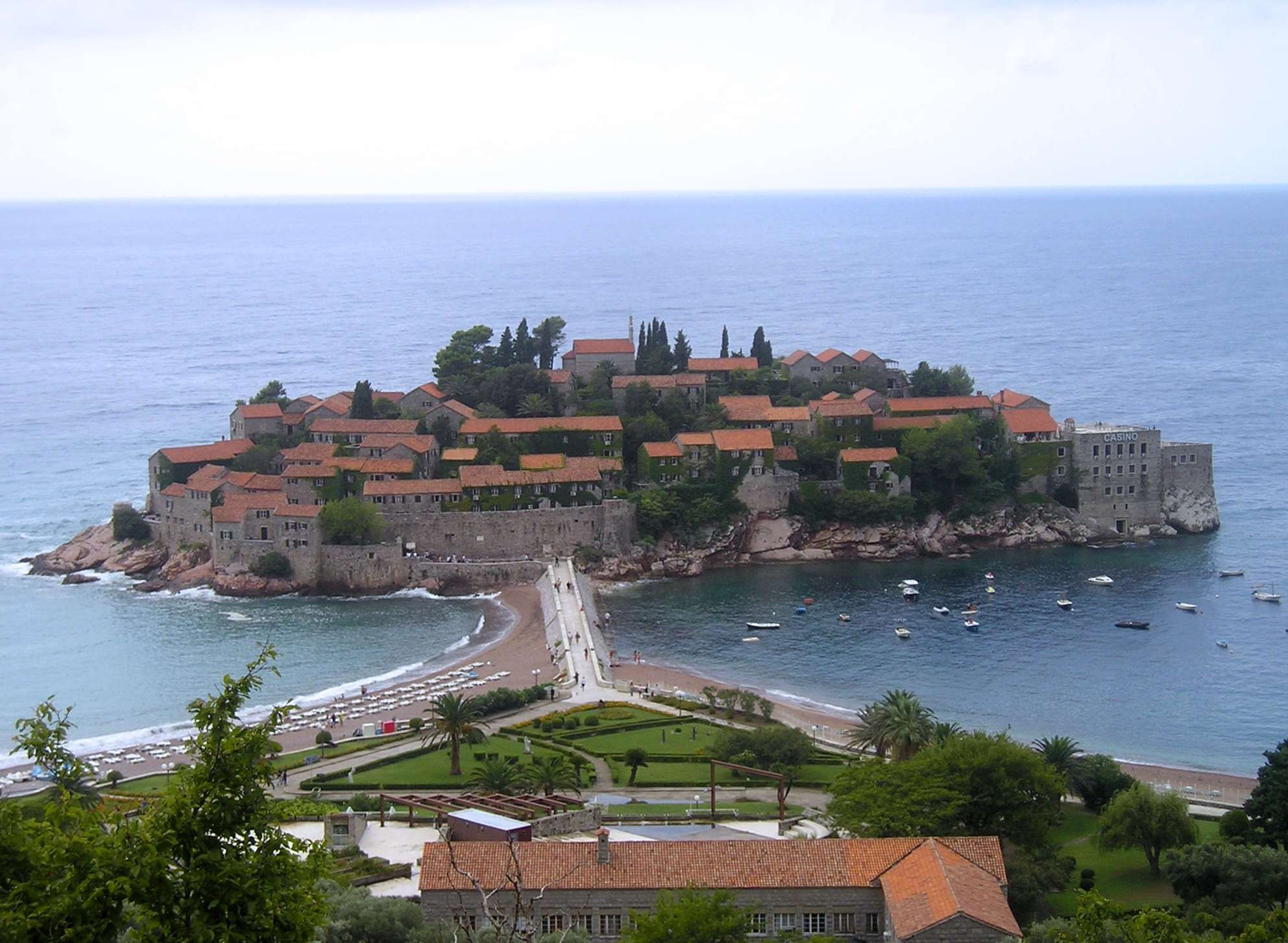
Sveti Stefan

Sveti Stefan ist eine kleine Adria-Insel in der Nähe von Budva in Montenegro und zu dessen Gemeindegebiet gehörig. Ein kurzer Damm verbindet die kleine Insel, deren Fläche lediglich 1,46 Hektar umfasst, mit dem Festland. Am Festland gegenüber der Insel wächst seit den 1950er-Jahren das gleichnamige Dorf mit Appartementhäusern, einigen Hotels und Restaurants den Hang hinauf. Die Bevölkerung von 411 (Stand: 2003) gliedert sich auf in 256 Serben, 109 Montenegriner, 6 Kroaten und 40 sonstige.
Die Insel ist nicht für die Allgemeinheit zugänglich, sondern nur für Anwohner, Hotelgäste oder im Rahmen einer geführten Tour.
Sveti Stefan ist insbesondere bekannt für das malerische gleichnamige Fischerdorf mit Häusern aus dem 15. Jahrhundert. Auf der Insel befinden sich mehrere alte Kirchen, so auch die des Heiligen Stefan (Sveti Stefan), die der Insel ihren Namen gab. In den 1950er und 1960er Jahren wurde das ganze kleine Dorf zu einer Hotelinsel mit etwa 250 Betten umgebaut. Die Gassen, Dächer und Häuserfassaden haben ihren ursprünglichen Charakter bewahrt. Auch ein Casino war Teil der Anlage, was Sveti Stefan den Namen Adriatisches Monaco verlieh. Etliche Angehörige der High Society, unter ihnen Sophia Loren, Sylvester Stallone und Claudia Schiffer, waren schon zu Gast in Sveti Stefan. Auch Spitzenpolitiker, wie Willy Brandt, Helmut Kohl und Silvio Berlusconi zählten zu den Besuchern.
1992 spielte hier der ehemalige Schachweltmeister Bobby Fischer nach 20 Jahren Abstinenz einen Wettkampf gegen Boris Spasski, der ab 1969 selbst Weltmeister war, bis er von Fischer 1972 besiegt wurde. Der Wettkampf kann folglich als eine Art Revanche betrachtet werden, die Fischer wiederum gewann.
Die Insel wurde 2007 von der Aman Group für 30 Jahre vom Staat Montenegro geleast und danach renoviert. Im Sommer 2010 begann eine schrittweise Wiedereröffnung als Aman Sveti Stefan.
Sveti Stefan gehört zu 100 Prozent der Aman Group. Deshalb ist es inzwischen lediglich den Hotelgästen gestattet, sich auf dem Eiland aufzuhalten. Sonstige Besucher dürfen die Insel zwar auch betreten, müssen jedoch Eintritt bezahlen. Eine andere Methode für eine Stippvisite auf Sveti Stefan ist es, einfach einen Platz in einem Restaurant zu reservieren.
Seit 2020 ist die Anlage aus rechtlichen Gründen geschlossen.